# Система керування артилерійським вогнем корабля

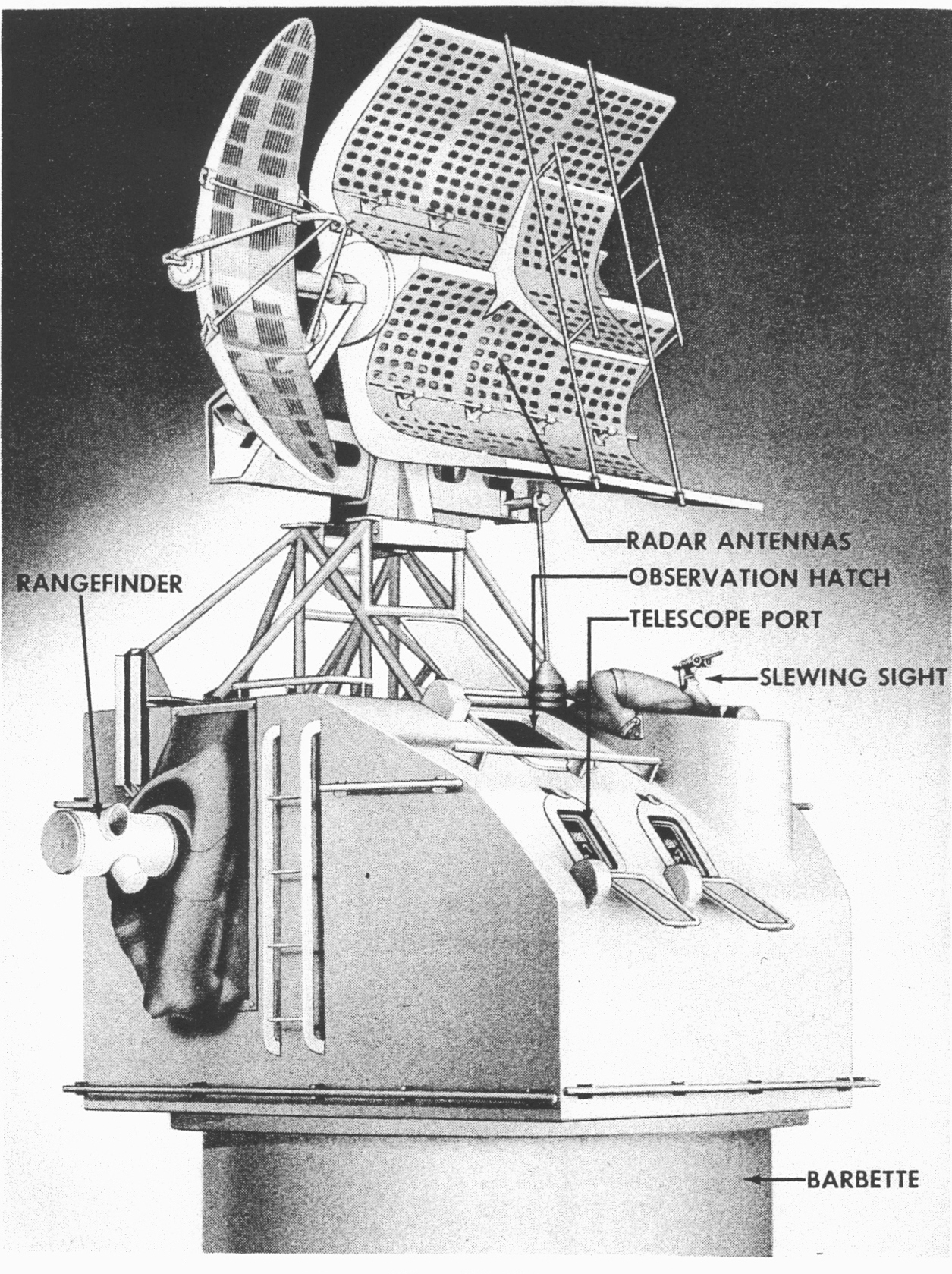
Прилад керування артилерійським вогнем Mk 37 зразка 1944 з Mk 12 (прямокутна антена) та Mk 22 «orange peel»

Система керування вогнем корабля (СКВ) — система дистанційного та автоматичного наведення гармат на цілі (надводні кораблі, літаки або наземні об'єкти), за допомогою або без радара або оптичних прицілів. Більшість американських кораблів починаючи з есмінців і вище (окрім ескортних есмінців або ескортних авіаносців) мали СКАВ для керування 5-дюймовими та більшими гарматами. Починаючи з 1960-х, СКАВ почали об'єднувати з ракетними системами керування вогнем та іншими сенсорами.
Основними компонентами СКАВ були: прилад керування вогнем з радаром або замінений ним або телевізійною камерою, комп'ютер, прилад стабілізації або гіроскоп і артилерійський пост 
Найпоширенішим обчислювальним приладом флоту США був Ford Mark 1, пізніше Mark 1A, який був електронно-механічною аналоговою балістичною обчислювальною машиною яка видавала точні рішення для наведення гармат і могла контролювати одну і більше гармату наводячи її на стаціонарну або рухому ціль на поверхні або у повітрі. Це надавало американським силам перевагу над японцями у яких не було дистанційного керування; у флотах США і Японії використовували візуальну корекцію залпів за падінням снарядів або за вибухами у повітрі, крім того у флоті США відслідковували сплески снарядів радаром. Цифрові комп'ютери не були пристосовані до їх операцій до середини 1970-х; проте, слід додати, що всі аналогові системи управління зенітним вогнем мали деякі обмеження, навіть американська система Mk 37 потребувала близько 1000 пострілів з гармати 5" для того щоб збити літак наприкінці 1944.
СКАВ MK 37 працювала з комп'ютером Mk 1, приладом керування артилерійським вогнем (ПКАВ) Mk 37, гіроскопічним стабілізаторами та з автоматичним контролем гармати. Вона стала першою американською СКАВ подвійної дії де комп'ютер біло відокремлено від ПКАВ.

## Історія
Ведення вогню з корабельних гармат дуже схоже на ведення вогню наземної артилерії, але без різкого переходу між веденням вогню з відкритих і закритих позицій. Тут необхідно керувати декількома гарматами одного типу на одній платформі одночасно, при тому що платформа і ціль постійно рухаються.
Хоча хитання корабля повільніші і менш різкі ніж у танка, гармата все одно потребують гіростабілізації. Керування вогнем корабельних гармат складається з трьох рівнів складності:
- Ручне керування гарматою здійснює обслуга гармати за допомогою примітивних пристроїв наведення.
- Прилад керування артилерійським вогнем який вперше з'явився на британському королівському флоті у 1912. Усі гармати корабля керувалися з однієї позиції яка знаходилася якомога вище над ходовим містком. ПКАВ став входити до конструкції японських лінкорів які мали щогли, схожі на пагоди, для збільшення дальності огляду. Артилерійський офіцер передавав дані про кут підвищення і направлення на кожну гармату.
- Координоване ведення вогню ескадри лінкорів по одній цілі — такими були основні дії лінкорів. Артилерійський офіцер з флагмана передавав інформацію про ціль на інші кораблі. Це було необхідним при використанні маневру кроссінг Т, але створювало складності з визначенням попадань через велику кількість сплесків (важко було визначити якому кораблю які сплески належать).

При коригуванні пострілу необхідно враховувати швидкість вітру біля поверхні, качку корабля який веде вогонь, температуру пороху у погребах, кут знесення нарізних снарядів, калібр кожного ствола з корекцією на збільшення від пострілу до пострілу і швидкість зміни дальності з додатковими рішеннями на ведення вогню на базі попередніх сплесків снарядів. Більш складні системи управління вогнем враховують більше цих факторів, а не покладаються на простій корекції спостереження падіння пострілу. Інколи на кораблі мали різнокольорові дими які додавали до великих снарядів окремих гармат або кораблів ескадри, що давало змогу розпізнати сплески. Першими «обчислювальними машинами» були люди які використовували числові таблиці.

### Центральне керування вогнем і Перша світова війна
Перші централізовані системи керування вогнем були розроблені під час Першої світової війни. До цього використовували місцеве керування, яке залишилося на малих кораблях і допоміжних суда і під час Другої світової війни. Його до сих пір використовують кулеметники на патрульних суднах. Починаючи з британського лінкору HMS Dreadnought, якщо на лінкорах була принаймні шість великих гармат, мали центральний контроль.
Перша центральна система керування вогнем у Великій Британії з'явилася перед Великою війною. Сердцем системи була аналогова обчислювальна машина розроблена командером (пізніше адміралом) Фредеріком Чарльзом Драйєром який обчислював зміну дистанції. Таблиця Драйєра була покращена і слугувала у міжвоєнний період після чого була замінена новою і переробленою адміралтейською таблицею ведення вогню.
Використання приладу контролю артилерійського вогню разом з обчислювачем контролю ведення вогню дало можливість контролювати вогонь не місцево, а централізовано, проте у баштах залишилась можливість керувати вогнем місцево, коли під час бою пошкоджено лінії передачі інформації з центрального пості. Тоді гармати ведуть вогонь залпами, з деякою зміною траєкторії для кожної гармати. Розсіювання залпів через індивідуальні особливості гармат, порядок запалення пороху і тимчасові деформації корпусу були великими на звичайних дистанціях ведення вогню. ПКАВ розташовані на висоті мали кращий огляд ніж приціли на баштах, а на обслугу не впливали ударні хвилі та звуки від пострілів гармат.

### Аналогове керування вогнем
Невиміряні і неконтрольовані балістичні чинники такі як температура на великій висоті, вологість, атмосферний тиск, напрям та швидкість вітру зазвичай визначалися спостереженням за падінням снаряду. Візуальне визначення дальності (цілі і сплесків снарядів) було дуже важким до появи радарів. На відміну від флотів Німеччини і США, де використовували далекоміри стереоскопічного типу, у Королівському флоті надавали перевагу співпадаючим далекомірам[прояснити]. Останні були не здатні визначити дальність до невиразної цілі, але простіші у використанні ніж перші.
Під час Ютландської битви, британці мали лише 3 % попадань, хоча вони вважали свою систему керування вогнем найкращою у світі. У той час британці загалом використовували ручну систему керування вогнем. Досвід показав що лічильно-вирішальні прилади повинні були стати стандартними для всіх кораблів.
Першим американським кораблем з ЛВП став лінкор Техас у 1916. Через не досконалі технології тогочасні прилади були дуже грубими. Під час Першої світової ЛВП автоматично вираховували потрібні кути, але матроси вручну наводили гармати за цими даними. Дії навідника можуть бути правильними, але через втому у тривалій битві екіпаж може допускати помилки. За часів Другої світової війни було створено сервомеханізми (у флоті США вони мали назву «приводи») які допомагали ЛВП автоматично керувати гарматами без ручного втручання. ЛВП Mk. 1 та Mk. 1A налічували приблизно 20 сервомеханізмів, загалом механізмів позицій, що мінімізувати навантаження на розрахункові механізми.

### Радар та Друга світова війна
За час своєї тривалої служби лічильно-вирішальні прилади постійно оновлювалися і наприкінці Другої світової війни були невід'ємною частиною систем керування вогнем. Додавання до системи радарів на початку Другої світової допомогло кораблям вести ефективний вогонь на дальні дистанції у погану погоду і в ночі.
Зазвичай на британських кораблях часі Другої світової війни система керування вогнем поєднувала кожну гарматну башту з постом спостерігача (де були інструменти спостереження) і аналоговим ЛВП який було розташовано всередині корабля. На пості спостерігача, оператори слідкували у оптичні труби за ціллю; один вимірював підвищення, а інший пеленг. Далекоміри на розділених установках виміряли дистанцію. Ці данні переводилися за допомогою артилерійських таблиць у направлення і кут підвищення гармат. У баштах, виставляли необхідні показники направлення і підвищення гармат згідно з наказами з артилерійського посту. Готові до бою гармати відкривали вогонь.
У 1932 році компанія Aichi Clock випустила перший аналоговий обчислювач Type 92 Shagekiban Low Angle. ЛВП та СКАВ Mark 38 американського флоту мали переваги над японськими системами у справності і гнучкості. Американська система дозволяла артилерійським спеціалістам швидко визначити зміни курсу цілі і внести коригування. Новітні японські системи Type 98 Hoiban та Shagekiban, які були встановлені на лінкорах класу Ямато, були більш сучасними і замінили Sokutekiban, але все одно потребували 7 операторів.
На відміну від американських автоматизованих радарних систем, японці покладалися на оптичні далекоміри, їм вистачало гіроскопів і вони мали необхідні ручної обробки даних від Sokutekiban, Shagekiban, Hoiban, а також мали ручне наведення гармат. Все це вплинуло на результати бою при Самарі під час битви у затоці Лейте у жовтні 1944.
Під час цього бою американські есмінці змогли підійти до самих великих лінкорів і крейсерів для пуску торпед, ухиляючись від вогню і самі вели прицільний вогонь з 127 мм гармат. Крейсери не змогли попадали по ескортним авіаносцям які переслідували, до тих пір поки не наблизилися на дистанцію у 5 миль. І хоча японці притримувалися доктрини далекобійної артилерії, один японський крейсер вибухнув від попадань 127 мм гармат з авіаносців. Завдяки сотням літаків з авіаносців вдалося відкинути японців перед тим як вони добили ескортні сили і ескортні авіаносці з Таффі 3. Перша битва у затоці Лейте показала перевагу американських радарних систем при веденні бойових дій вночі
Здатність прогнозувати положення цілі можна використати проти ЛВП. Наприклад, командири кораблів при веденні бою на дальних дистанціях будуть сильно маневрувати щоб дати «залп навздогін.» Корабель по якому ведуть такі залпи теж буде маневрувати щоб ухилитися. Через те, що ЛВП робить прогнози постійно після падіння снарядів, корабель противника може покинути курс який спрогнозував ЛВП і наступний залп не попаде у ціль. Напрям маневрування не важливий, тому що це система не може передбачити  Через те, що наведення наступного залпу залежить від позиції та швидкості цілі під час попереднього пострілу, це є оптимальним часом змінити напрям. Практично ЛВП міг прогнозувати дані лише за умови, що ціль рухається по прямій та з постійною швидкістю.
Лише у Королівському і американському флотах використовували 'сліпе' радарне наведення, що давало змогу атакувати кораблі які не було видно. У країн Осі таких можливостей не було. Кораблі класів Айова та Південна Дакота могли обстрілювати цілі за горизонтом, у темряві, через дим і за поганої погоди. Американські системи мали вертикальні гіроскопічні стабілізуючи елементи, що дозволяло слідкувати за ціллю навіть під час маневрів. На початок війни британські, німецькі та американські кораблі могли стріляти і маневрувати одночасно використовуючі складні аналогові системи керування вогнем з вбудованими гірокомпасом та гірорівнями. У битві біля мису Матапан британський Середземноморський флот за допомогою радара оточив і наніс поразку італійському флоту, який вів вогонь підсвічуючи цілі освтілювальними снарядами. У битві при Гуадалканалі лінкор Вашингтон, у повній темряві, наніс сильні пошкодження лінкору Кірішима за допомогою оптичною та радарної СКАВ; порівняння результатів оптичного і радарного спостереження показало велику точність радарів.
Останньою бойовою операцією з застосування ЛВП на флоту США стала війна у Перській затоці у 1991  де ЛВП в останнє коригували вогонь.

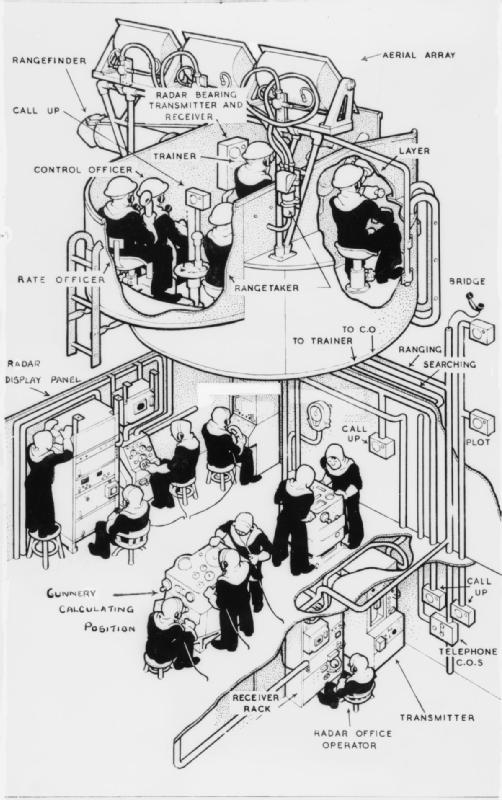
Схема есмінця «К» типу D.C.T. Королівського флоту з радаром Type 285. Під палубою у центі зображено систему FKC. На неї вказує напис «Gunnery Calculating Position».

## Британські морські системи
- Стіл Дрейєра
- Argo Clock Поллена
- Адміралтейський стіл керування вогнем — з 1920-х
- HACS — Зенітна система з 1931
- Fuze Keeping Clock (FKC) — спрощена зенітна система HACS для есмінців з 1938
- Pom-Pom Director — перша гіроскопічна тахіометрична СКАВ для гармат короткого радіуса дії — з 1940
- Gyro Rate Unit — перша гіроскопічна тахіометрична СКАВ для гармат середнього радіуса дії — From 1940
- Royal Navy Radar — перший радар для керування зенітним вогнем і для керування вогнем на поверхні у сантиметровому діапазоні — з 1939

## Американські морські системи

### MK 33 GFCS
СКАВ Mk 33 була приводним приладом керування вогнем, менш прогресивна ніж MK 37. СКАВ Mark 33 використовувала ЛВП Mk 10, аналоговий обчислювач. ЛВП було встановлено у відкритому ПКАВ, а не у окремій кімнаті як RN HACS або пізніше СКАВ Mk 37, що не дало змогу покращити СКАВ Mk 33. Він міг дати рішення по цілям які рухалися зі швидкістю до 320 узлів або 400 вузлів у пікіруванні. Їх почали встановлювати наприкінці 1930-х на есмінці, крейсери та авіаносці з двома ПКАВ Mk 33 які встановлювалися перед і за «островом». Спочатку вони не мали радарів і мали лише приціли. Після 1942 деякі з цих ПКАВ були закриті і отримали радари Mk 4 який встановлювали на даху приладу. До відкритих ПКАВ також додали радари Mk 4. З радаром Mk 4 можна було помітити великий літак на дальності 40000 метрів. Менші літаки і надводні кораблі можна було помітити на дальності 30000 метрів. З радаром можна було атакувати цілі вночі і у погану погоду. Системи Mark 33 та 37 використовували тахіометричні прогнозування руху цілі. На флоті ніколи не вважали Mk 33 задовільною системою, але проблеми з виробництвом у воєнний час, а також ріст ваги і потреба місця для системи Mk 37 виключали відмову від системи Mk 33:
«Обладнання було застарілим, розрахункові механізми разом з ЛВП (Mk10) були повільними, як у видачі перших рішень по цілі, так і у подальшій видачі рішень на основі змін у русі цілі. Mk 33 не підходив для військових дій, як зазначали деякі спостерігачі під час навчальних авіанальотів. Але труднощі заміни на нову модель були пов'язані з нестачею простору під палубою. Тому заміна, старого та неефективного обладнання, у військовий час була не можлива через завантаженість виробництва, через це системи Мк 33 прослужили до кінця бойових дій.»

### СКАВ MK 37
«Хоча дефекти були не великими і Mark 33 залишався у виробництві до кінця Другої світової, Бюро розпочало роботи над вдосконалення приладу у 1936 році, через 2 роки після першого встановлення Mark 33. Мету по зменшенню ваги не було досягнуто, вага нової системи становила близько 8000 фунтів більше ніж вага обладнання яке воно повинно було замінити, але Mark 37 мав кращі показники, що компенсувало його вагу. Хоча команди на гармату були такими ж як і від Mark 33, але він надавав більш надійні команди і мав кращу продуктивність при роботі з батареями 5-дюймового калібру, при використанні у проти наземних і повітряних цілей. Крім того, стабілізатор та обчислювач, знаходилися під палубою, а не у кабіні ПКАВ, що робило його менш вразливим від обстрілів ворогом. Конструкція передбачала встановлення радара, що і було зроблено пізніше. Загалом, система Mark 37 постійно вдосконалювалася. На кінець 1945 обладнання отримало 92 модифікації—майже в два рази перевищує загальне число приладів цього типу, які були у флоті на 7 грудня 1941. В кінцевому рахунку було придбано 841 одиниць, що становить інвестиції в розмірі понад $ 148 млн. Есмінці, крейсери, лінкори, авіаносці і багато допоміжних суден використовували СКАВ, кількість приладів коливалась від одного на борту есмінців до чотирьох на кожному лінкорі. СКАВ Mark 33 та 37 дали американському флоту найкращу систему керування вогнем проти атакуючих літаків. Але зенітний захист був лише частиною проблеми, яку намагалися вирішити при створенні СКАВ. На коротких дистанціях точність приладу сильно падала, навіть на середніх дистанціях точність потребувала покращення. Вага та розміри обладнання заважали швидкому руху, що ускладнювало їм перехід від однієї цілі до іншої. Таким чином їх ефективність була прямо-пропорційна дальності до цілі.» Обчислювачем був ЛВП Ford Mk 1 1935 року. Система могла видавати рішення по повітряним цілям які рухалися зі швидкістю 400 миль за годину. На есмінцях класу Сімс було встановлено один прилад, на лінкорах — чотири. Ефективність систему зменшувалася з ростом швидкості літаків, але до кінця Другої світової війни система Mk37 постійно оновлювалася і її зробили сумісною з дистанційним детонатором VT (Variable Time) який вибухав біля цілі, що було краще ніж таймерний детонатор або детонатор підриву на висоті, що збільшувало шанси уразити ціль одним снарядом.

#### Прилад керування артилерійським вогнем Mark 37

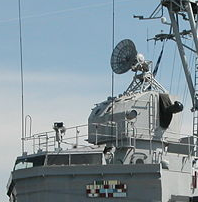
ПКАВ Mk 37 над містком есмінця «Кейссін Янг», з післявоєнним радаром AN/SPG-25

Призначенням ПКАВ Mark 37 Director, який нагадував виглядом башту з «вухами», було відстежувати поточну позицію цілі за пеленгом, підвищенням та дальністю. Для цього у нього були оптичні приціли (прямокутне вікно або люки на передній частині), оптичний далекомір (труби які стирчать з боків) і на пізніших моделях радарні антен. Прямокутна антена радара керування вогнем Mark 12 і параболічна антена зліва («апельсинова шкірка») радара Mk 22. Вони були частиною удосконалення, яке давало кращі результати стеження за повітряними цілями.
У командира башти також був поворотний приціл для швидкого наведення приладу на ціль. На лінкорах встановлювалося до чотирьох СКАВ Mark 37. На лінкорах, ПКАВ було захищено 1.5 дюймовою вагою, а вага становила 21 тонну. На есмінці Джозеф П. Кенеді ПКАВ Mark 37 мав броню у пів-дюйми і важив 16 тон.

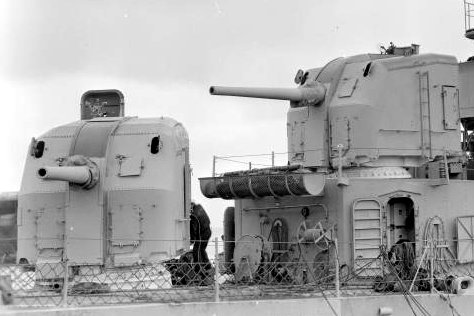
5 in гармати есмінця USS David W. Taylor (DD-551) класу Флетчер

Стабілізатор утримував оптичні приціли, далекоміри і радарні антени від хитання палуби. Сигнали які утримували далекоміри у горизонтальній площині мали назву «crosslevel»; стабілізація у вертикальній площині мала назву «level». Також стабілізатор було встановлено під палубою у артилерійському посту, поряд з обчислювачем Mk.1/1A, де його внутрішні шарніри слідували за рухами ПКАВ за пеленгом і підвищенням що давало прямі данні для наведення у вертикальній і горизонтальній площинах. Для отримання точних даних після встановлення систему налагоджували, геодезіст, працював у декілька етапів, передавав позицію ПКАВ до посту і таким чином калібрувалися внутрішні механізми стабілізатора.
Хоча далекомір мав значну масу і інерцію, навантаження на приводи горизонтального наведення були малі, саме через інерцію далекоміра. Завдання приводи полягало утримувати прицільні телескопи у горизонтальній площині
Привод горизонтального та вертикального наведення ПКАВ Mk. 37 живилися від електромотора з постійним струмом який надходив від електромеханічних роторних підсилюючих генераторів.

#### Артилерійський пост
На лінкорах другий артилерійський пост знаходився нижче ватерлінії та за броньовим поясом. Він мав чотири повних комплекти обладнання для керування вогнем для наведення і стрільби по чотирьом цілям. Кожен комплект мав обчислювач Mark 1A, стабілізатор Mark 6, керування бойовим радаром та його дисплеї, коректори паралаксу, панель перемикачів і операторів.
(На початку 20-го століття, дальність та пеленг цілі вносилися вручну або за допомогою пристроїв керування вогнем. Люди були кращими фільтрами даних, вони були здатні побудувати напрям за допомогою суперечливих даних. До ЛВП Mark 8 входив планшетист (plotter). Саме через це у англійській мові кімната отримала назву — Plotting room (букв. планшетна кімната).)

#### Артилерійський обчислювач Ford Mark 1A

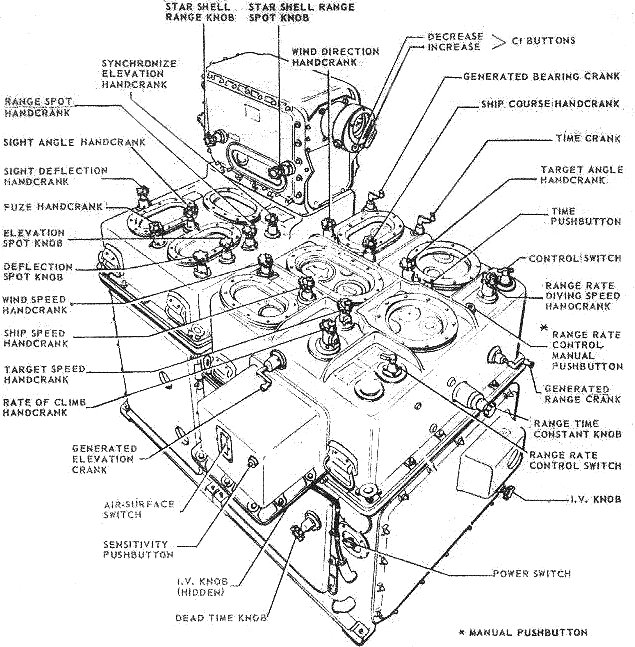
Обчислювач Mark 1A

Обчислювач керування вогнем Mark 1A був електро-механічним аналоговим балістичним обчислювачем. Спочатку було розроблено Mark 1, через подальші модифікації з'явилася назва «Mk. 1A».  Mark 1A з'явився після Другої світової війни і можливо включає в себе технології Bell Labs які використані у обчислювачі Mark 8. Моряки стояли навколо коробки довжиною 157 см, шириною 96 см та висотою 114 см. Навіть побудований з використанням алюмінієвого сплаву у каркас (в тому числі і товсті опорні плити механізмів) і обчислювальних механізмах, він важив як машина, близько 1417 кг lb, а обчислювач освітлювальних снарядів Mark 1 додавав ще 97 кг. Він живився однофазним струмом змінної напруги у 115 вольт, частотою 60 Hz і силою струму в кілька ампер або менше. Введення і виведення інформації здійснювалося за допомогою синхронізованих передавачів/приймачів моменту, що обертає.
Його задачею було наведення гармат на ціль, щоб снаряди могли уразити ціль. У цьому він був схожий з ЛВП головних батарей Mk 8 у СКАВ Mark 38, але з деякими цілями Mark 1A швидше змінював наведення. Для наземних цілей проблему другого артилерійського посту були такими же як і головного. Головна різниця між двома приладами полягала у розрахунках балістики. Кут підвищення 5-дюймових гармат для стрільби на дальність 17 км суттєво відрізнявся від куту підвищення 16-дюймових гармат при стрільбі на таку ж дистанцію.
Під час роботи цей обчислювач дані про дальність до цілі, пеленг і підвищення від ПКАВ. Поки ПКАВ слідкував за цілю, муфти обчислювача були закриті, рух ПКАВ (поки мінялася дистанція) вимагав зведення внутрішніх значень руху цілі обчислювача з даними руху цілі які надходили ПКАВ. Під час зведення обчислювач передавав дані про стеження а дальністю, пеленгом, та підвищенням на прилад керування гарматою. Якщо ціль йшла прямим курсом і з постійною швидкістю (у разі повітряної цілі — постійна висота), підрахунки ставали більш точними і давали вірні значення для кутів наведення і встановлення детонаторів.
Рух цілі є вектором, тому якщо він не змінювався, прогнозовані дальність, пеленг і підвищення були точними до 30 секунд. Коли вектор ставав стабільним, оператори обчислювача передавали команду артилерійському офіцеру, який зазвичай давав команду вести вогонь. На жаль, цей процес виводу вектора руху цілі потребував кілька секунд, що як правило, тривало багато часу.
Процес визначення вектора руху цілі проходив точно завдяки мотору з постійною швидкістю, дискових-кулькових-роликових інтеграторів, нелінійних кулачків, механічних перетворювачів і диференціалів. Чотири спеціальних конвертери координат, кожен мав механізм схожий на механізм комп'ютерної миші, перетворювали отримані коректування у значення векторів руху цілі. Обчислювач Mk. 1 робив (частково) координатне перетворення за допомогою прямокутно-полюсного конвертера, але це не працювало як потрібно (інколи швидкість цілі була негативною!). При частковій зміні конструкції Mk. 1A було переглянуто як найкраще використовувати ці спеціальні координатні конвертери; координатний конвертер було знято.
Стабілізатор, який за сучасною термінологією можна назвати — вертикальний гіроскоп, стабілізував приціли у ПКАВ і надавав дані для вирахування коригувань стабілізації гармат. Керівні кути гармат мають інші команди стабілізації ніж ті, що у прицілів ПКАВ. Ідеальний розрахунок кутів стабілізації гармати потребував велику кількість умов у математичному вираженні, тому обчислення було приблизним.
Для обрахування керівних кутів і часу установки детонатору, потрібні були і інші складові вектора руху цілі дальність та висота, швидкість і напрям вітру, а також рух власного корабля, щоб можна було передбачити точку зустрічі снаряда і цілі. Цими обрахунками займалися механічні перетворювачі, помножувачі та диференціали, а також один з чотирьох тривимірних кулачків.
На базі прогнозувань, три інших кулачки надають дані по балістиці гармати і боєприпасам для яких розроблено обчислювач; його не можна використовувати для інших за розміром ибо типом гармат, окрім перебудови, що може займати тижні.
Сервоприводи у обчислювачі форсують обертовий момент точно для зменшення навантаження на виході обчислювальних механізмів, що зменшує помилки і також позиціонують великі сельсини які передають накази на гармати (пеленг та підвищення, прицільні керівні кути та установки таймера детонатора). Цей електро-механічний пристрій мав чудову продуктивність.
Розрахунок стрільби по повітряним цілям був складніший через те, що потребувалося додаткове стеження за ціллю по куту підвищення і потребував прогнозування у трьох вимірах. Рішення які надавав Mk 1A були схожими (пеленг та підвищення гармати), але ще додавався детонатор за часов. Такий детонатор був потрібен тому, що зробити пряме попадання у ціль яка швидко рухається не можливо. А завдяки такому детонатору снаряд вибухав поряд з ціллю і створював велику кількість осколків і ударну хвилю яка вражала літак. З винаходом наприкінці війни дистанційного детонатору VT, зникла потреба вираховувати час детонації і зникли можливі помилки. Це збільшило шанси знищити повітряну ціль. Перші цифрові комп'ютери керування вогнем було прийнято на службу усередині 1970-х.
Для правильного ведення вогню з гармат які були розташовані далеко від ПКАВ додавали дані для корекції паралаксу. У СКАВ Mk. 37, обчислювач Mk1 / 1A направляв дані про паралакс на всі гарматні башти; у кожній башті був власний коефіцієнт масштабу  (і «полярності») який виставлявся приводом горизонтального наведення.
Двічі у своїй історії, внутрішні коефіцієнти масштабу було змінено, імовірно, за через зміну відношення шестерень. Швидкість цілі має жорстку верхню межу, яка встановлена за допомогою механічного стопору. Спочатку ця швидкість була 300 вузлів і подвоювалася при кожній наступній перебудові.
Ці обчислювачі будувала компанія Ford Instrument, Лонг-Айленд Сіті, Квінс, Нью-Йорк. Ця компанія була названа на честь Ганібала C. Форда, видатного конструктора і голови компанії. Спеціальні верстати механічно наносили на поверхні кулачків канавки і точно відтворювали 3D балістичні кулачки.
Взагалі, ці обчислювачі були дуже добре спроектовані і побудовані, дуже міцні і майже безаварійні, часті тести включали введення значень за допомогою ручних кривошипів і зчитування результатів на циферблатах, з зупинкою годинникового двигуна. Це були статичні тести. Динамічні тести були схожі, але застосовували плавне ручне прискорення «годинникової лінії» (інтеграторів) щоб запобігти помилок буксування при включеному годинниковому моторі; годинниковий мотор виключали перед завершенням тестів і обчислення йшло накатом. Легкий ручний запуск годинникової лінії приводив динамічне випробування до бажаної кінцевої точки, коли можна було прочитати циферблати.
Якщо потягнути в одно сторону за важіль кривошипу, то вмикався автоматичний приймач даних і вимикалася ручна передача. При перемиканні важеля в іншу сторону включалася ручна передача, а живлення на сервоприводи вимикалося.
Механізми обчислювача, з приводами, чудово описано у ілюстрованій брошурі ОР 1140
Також у національному архіві збереглося багато фотографій інтер'єрів.

#### Стабілізатор
Функції стабілізатора Mk 6, такі ж як і вертикального стабілізатора Mk 41. Це вертикальний гіроскоп який підтримує вертикальну стабілізацію систему при качці. У режимі роботи на поверхні, він заміняє сигнали ПКАВ на підвищення. Він також має ключі ведення вогню.

#### Радар керування вогнем
Радар керування вогнем СКАВ Mk 37 постійно покращувався. У 1930-ті роки ПКАВ Mk 33 не мав радарної антени. Під час війни США отримали британські розробки у галузі радарних технологій. У вересні 1941 перша квадратна антена радара Mk 4 була встановлена на ПКАВ Mk 37,  і стала загальною рисою американських ПКАВ до середини 1942. Зі зростанням швидкості літакві у 1944 з метою покращення швидкості і точності радар Mk 4 було замінено комбінацією радарів Mk 12 (прямокутна антена) та Mk 22 (параболічна антена) «апельсинова шкірка». Наприкінці 1950-х ПКАВ Mk. 37 отримали радари конічного сканування Х-діапазону Western Electric Mk. 25 з круглими, перфорованими тарілками. Нагорі було змонтовано круглу антену SPG 25.

### СКАВ MK 38
Система керування артилерійським вогнем Mk38 (СКАВ) керувала батареями головного калібру лінкорів класу Айова. Радарна система СКАВ Mk 38 перевершувала примітивні радарні системи японців під час Другої світової війни. Основними компонентами були ПКАВ, артилерійський пост та обладнання для передачі даних. Дві системи, носова та кормова, були незалежними одна від одної. Їх артилерійські пости були ізольовані для захисту під час бойових дійTheir plotting rooms were isolated to protect against battle damage propagating from one to the other.

#### Прилад керування артилерійським вогнем
Носовий ПКАВ Mk38 Director було встановлено на верхівці башти керування вогнем. Прилад мав оптичні приціли, оптичний далекомір Mark 48 (довгі труби які стирчать з обох боків) та антену радара керування вогнем Mark 13 (прямокутної форми на верхівці). Метою приладу було слідкування за пеленгом та дальністю до цілі. Це можна було зробити вручну за допомогою матросів які слідкували через приціли і далекомір або дистанційно за допомогою радара. (Перевага надавалася радарному методу.) Поточна позиція цілі мала назву ліні візування (LOS) і вона передавалася вниз до артилерійського посту за допомогою сельсинів. Для того щоб не видати себе через радарне випромінення використовували оптичні засоби спостереження.

#### Артилерійський пост

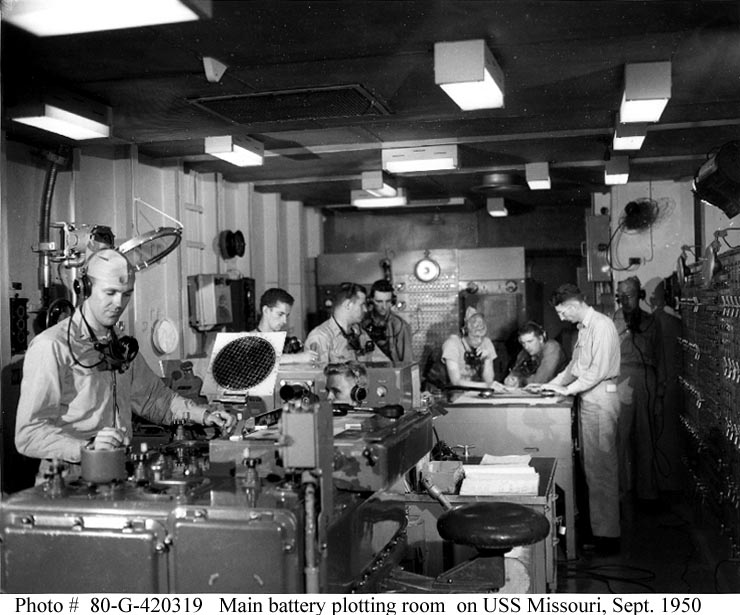
Центральний пост лінкору Міссурі, 1950

Носовий артилерійський пост головних батарей було розташовано нижче ватерлінії за броньовим поясом. Там розташовувалися носові системи: ЛВП Mark 8, вертикальний стабілізатор Mark 41, радар керування вогнем Mk13 та його дисплеї, коректор паралаксу, панель керування вогнем, панель бойового зв'язку, індикатор статусу батарей, помічник артилерійського офіцера та персонал, який контролював ведення вогню.
ЛВП Mk8 представлял собою електромеханічний  аналоговий обчислювач який був призначений для постійного обчислення даних для наведення гармат на лінії вогню, для ураження цілі. Він автоматично отримував дані від ПКАВ, радара, корабельних гірокомпасів (курс корабля), корабельного лагу (швидкість), вертикального стабілізатора (качання корабля у поперечній і поздовжній площинах) і корабельного анемометра (середні швидкість і напрям вітру). Також перед початком бою персонал вносив вручну дані про середню початкову дулову швидкість снаряду і щільність повітря. За допомогою цих даних ЛВП видавав відносний рух між кораблем і ціллю. Тоді він міг вирахувати кутове зміщення і зміну дальності між поточною позицією цілі і позицією цілі у момент падіння снаряду. До цих даних додавалися, поправки на гравітацію, вітер, ефект Магнуса який діє на снаряд, який обертається, сигнали стабілізації, викривлення землі та ефект коріоліса. Результатом були напрям та кут підвищення гармат. Під час бою вручну вводили дальність і відхилення сплесків.
Стабілізатор Mk 41 являв собою вертикальний пошуковий гіроскоп. Його функцією було передавати системі дані в який бік нахиляється корабель. Також він мав ключі ведення вогню.
Радар Mk 13 відмічав поточну дальність до цілі, а також відображував сплески від снарядів навколо цілі, що давало змогу артилерійському офіцеру вносити поправки до системи наведення по дальності та відхиленню. Також за допомогою приводу він міг автоматично слідкувати за ціллю. За допомогою радара система могла відстежувати та обстрілювати цілі на великих відстанях з великою точністю за будь-якої погоди, вдень і вночі. Яскравим прикладом цього є бій між американським лінкором Вашингтон та японським лінійним крейсером Кірішима, який відбувся у листопаді 1942 на відстані у 16,9 км вночі. Артилерійський обстріл підпалив Кірішиму і це змусило команду покинути корабель. Це дало велику перевагу флоту США над японським флотом, через те, що японці до кінця війни не змогли створити радар або автоматичну систему контролю вогнем яка б дорівнювала американській.
Коректори паралаксу були потрібні тому, що башти були розташовані у десятках метрів від ПКАВ. По одному на кожну башту, до них вручну вводити дистанцію між баштою і ПКАВ. Вони автоматично отримували данні про пеленг цілі (відносно носа власного корабля) і дистанцію до цілі. Вони коригували пеленг для кожної башти яка була задіяна у залпі.
За допомогою панелі керування вогнем можна було налаштувати батареї. За її допомогою артилерійський офіцер міг перемикати роботу всіх трьох батарей між двома СКАВ. Він міг обрати керування всіма батареями за допомогою носової системи, кормової системи або розподілити батареї між двома системами для ведення вогню по двом цілям.
Помічник артилерійського офіцера і персонал посту працювали з обладнанням, спілкувалися з баштами та екіпажем корабля за допомогою телефона з живленням від голосу і слідкували за показниками ЛВП та індикаторами, які відображали проблеми. При появі проблеми вони могли її виправити або переналаштувати систему.

### СКАВ MK 51

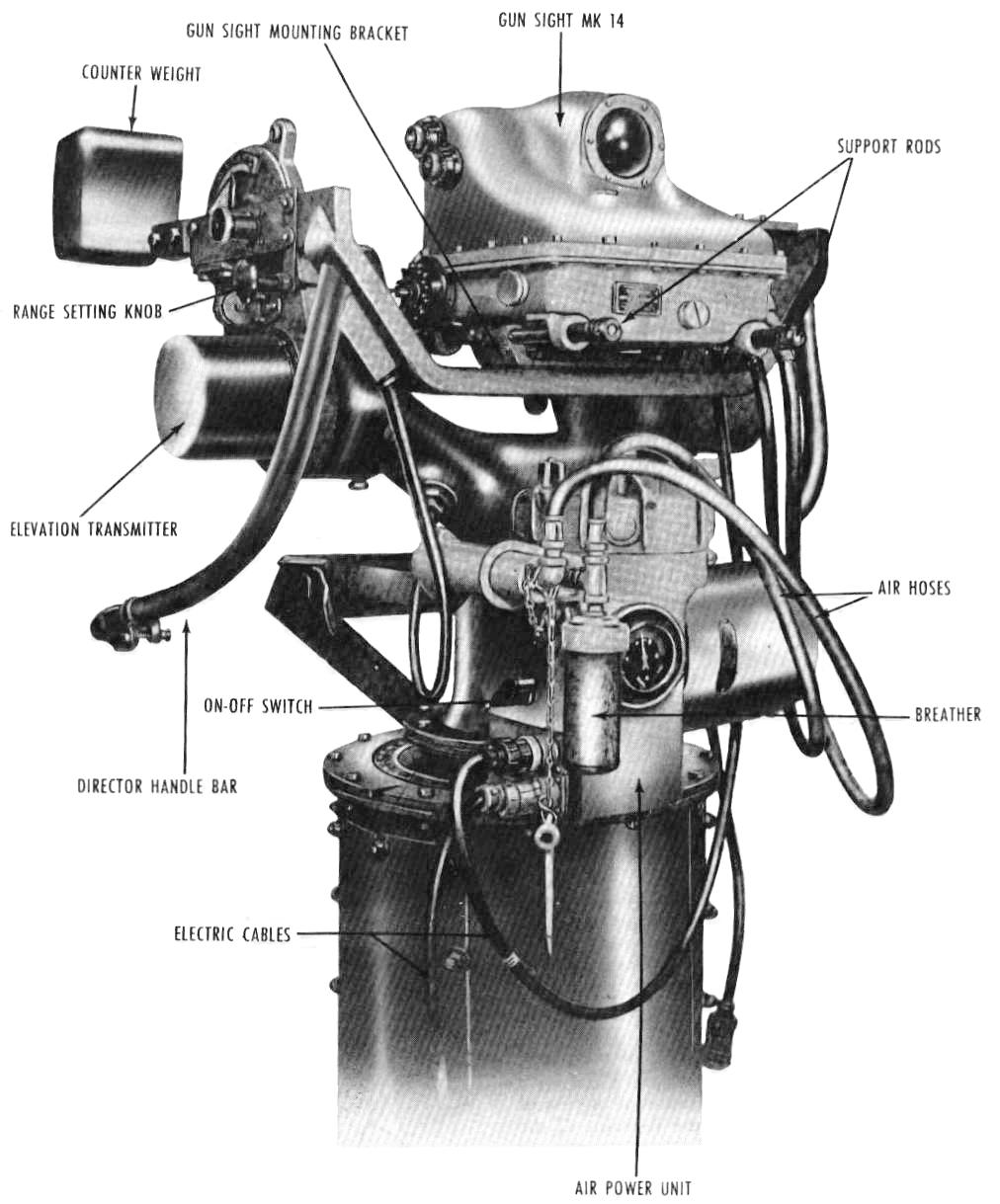
ПКАВ Mark 51 з прицілом Mark 14 (40 мм)

Зенітні гармати Bofors 40 мм були найкращою зенітною зброєю часів Другої світової війни, і були встановлені майже на кожному військовому кораблі флотів США та Великої Британії у період з 1943 по 1945. Найбільш ефективними вони були на кораблях починаючи з ескортного міноносця і вище коли мали електро-гідравлічні приводи для більшої швидкості і були поєднані з ПКАВ Mark 51 для покращення точності, гармати Bofors 40 мм стали грізним противником, згідно з даними майже половина японських літаків були збити ними у період з 1 жовтня 1944 по 1 лютого 1945.

### СКАВ MK 56
Ця СКАВ була призначена для визначення цілей на середній дальності, для керування зенітним вогнем. Вона була створена для визначення високошвидкісних дозвукових цілей. Також вона могла визначати надводні цілі. Вона була двобалістичною системою. Це значить, що вона могла одночасно керувати гарматами різних типів (тобто: 5"/38cal та 3"/50cal) по одній цілі. Радар Mk 35 міг автоматично визначати пеленг, висоту та дальність з точністю як і оптичні системи. Вся система могла керуватися з артилерійського посту який знаходився під палубою з роботою у ручному та автоматичному режимі. Це дозволяло швидко захопити ціль, після виявлення цілі за допомогою корабельного радара і яку ще не помітно з палуби. Час розрахунку цілі становив менше 2 секунд після «захоплення» цілі радаром Mk 35. Вона була розроблена наприкінці Другої світової війни, як відповідь на атаки японських камікадзе. ПКАВ не мав форму коробки і не мав оптичного далекоміра. Команда системи складалася з чотирьох осіб. У лівій частині приладу, був кокпіт де стояв керуючий офіцер за оператором приладу, який сидів. Над палубою у пості було розташовано консоль радара Mk 4 де сиділи оператор радара та слідкуючий. ПКАВ стояв на підвищенні через, що міг обертатися на 360 градусів..
Під час підготовки для служби у В'єтнамі у 1968 на лінкор Нью-Джерсі було встановлено СКАВ Mark 56. Два з обох боків попереду кормової труби та між кормовою щоглою і кормовою баштою ПКАВ Mk 38. Це збільшило протизенітні можливості лінкора, тому що система Mk 56 могла слідкувати і збивати швидкі літаки.

### СКАВ MK 68

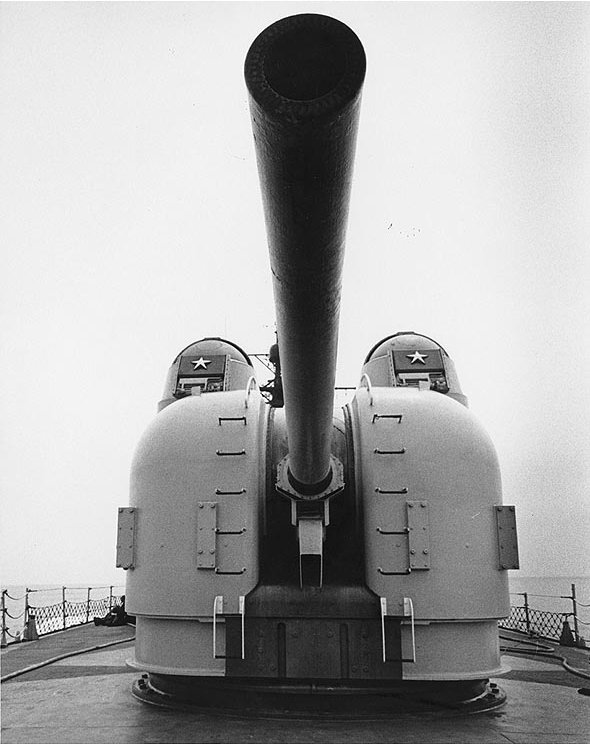
5 дюймова гарматна башта Mark 42

Представлена на початку 1950-х система MK 68 була покращенням системи MK 37, яка була ефективною проти повітряних і наземних цілей. Вона поєднує ПКАВ з екіпажем зверху, конічний радар для сканування і відстеження, аналоговий обчислювач для вирішення балістичних задач і гіроскопічний стабілізатор. ПКАВ було змонтовано на великому траверсі і був стабілізований у вертикальній площині, яка включала лінію візування.
У 1958 обчислювач Mk. 47 представляв собою гібридну електронну/електромеханічну систему. Дещо схожий на Mk. 1А, він мав електричні високоточні обчислювачі замість механічного як на ранніх машинах і множиться з використанням точних лінійних потенціометрів. Тим не менш, він все ще мав дискові/роликові інтегратори, а також вали для з'єднання механічних елементів. У той час як доступ до більшої частини Mk. 1A вимагав великих витрат часу і ретельного розбирання, Mark 47 був побудований на товстих опорних пластинах, встановлених позаду передніх панелей на напрямних, які дозволили його шість основних секцій витягати з корпусу для легкого доступу до будь-якої з його частин.  Mk. 47 скоріш за все мав 3-D кулачки для балістичних рішень.
У той час як Mk. 1 / 1A обчислював стабілізацію гармату приблизно приблизні, обчислювач Мк. 47 теоретично давав точні данні розраховані за допомогою електричного кола.
Конструкція обчислювача була створена на базі попередніх моделей з внесенням покращень.
Випуск системи тривав 25 років. У період з 1975 по 1985 відбулося цифрове оновлення. Система знаходилася на службі у 2000-х. Цифрова модифікація вироблялася для есмінців класу Арлі Берк.
AN/SPG-53 був американським військово-морським радаром системи керування вогнем Mark 68. Його використовували для гармат 5"/54 caliber Mark 42  на крейсерах класу Белкнап, есмінцях Мітчер, Форест Шермат, Фаррагут, Чарльз Ф. Адамс, фрегатах Нокс.

### СКАВ MK 86

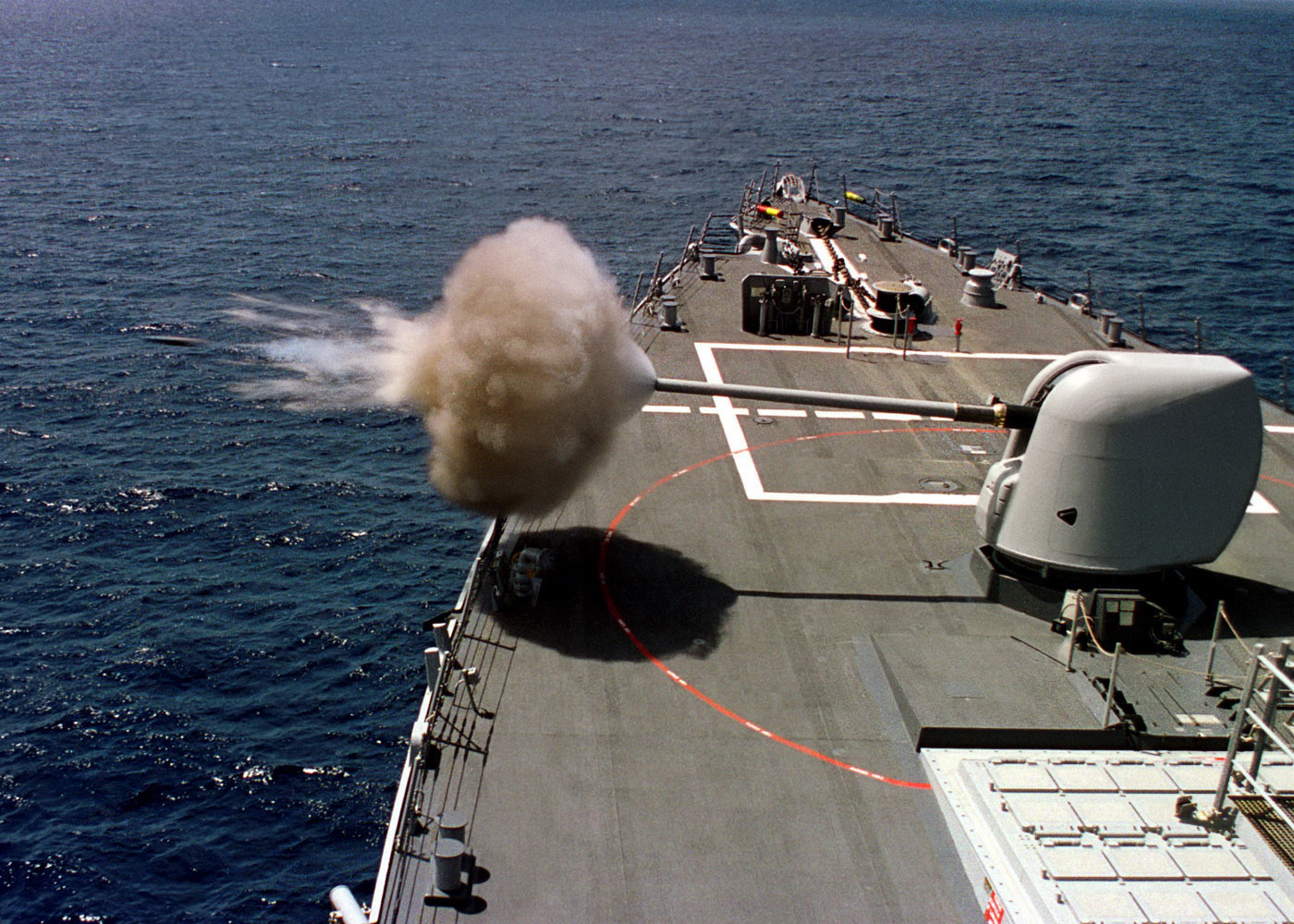
Легка гарматна башта Mk 45

Флот США замовив цифрову систему керування вогнем у 1961 для більш точного обстрілу узбережжя. Lockheed Electronics розробили прототип з радаром керування вогнем AN/SPQ-9 у 1965. Протизенітні зразки AN/SPG-60 з'вилися у 1971. Mk 86 не було прийнято на озброєння до лютого 1974 коли було прийнято ядерні крилаті ракети, а згодом їх встановили на крейсери та десантні амфібійні кораблі. Останнім кораблем який отримав цю систему став крейсер Порт-Ройял класу Тікондерога спущений на воду у 1994.
На кораблях класу Аегіс система Mk 86 керувала батареями 5"/54 гармат Mk 45 і могла атакувати одночасно дві цілі. Також вона використовувала дистанційну оптичну прицільну систему яка мала телекамеру зі збільшуючими лінзами змонтовану на щоглі і на кожному з радарів.

### Гарматна збройна система MK 34 (ГЗС)

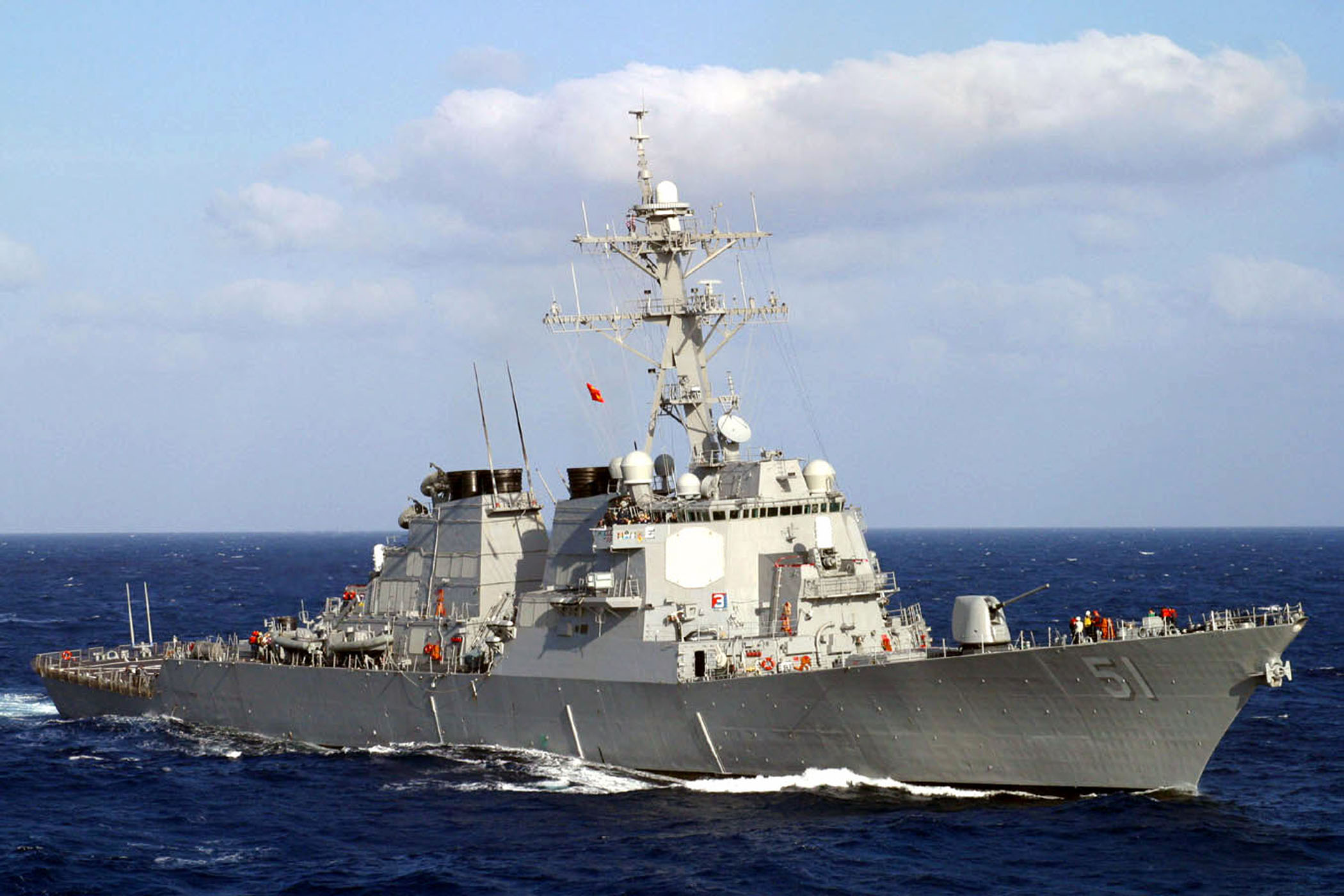
USS Arleigh Burke (DDG-51)

Гарматна збройна система The MK 34 є частиною бойової системи наведення ракет Аегіс есмінців типу Арлі Берк, єдиному класі американських есмінців. Вона поєднує баштову установку MK 45 5"/54, оптичну прицільну систему MK 46 MOD 0  і систему керування вогнем/комп'ютерну систему MK 160 Mod 4. Її можна використовувати проти кораблів і авіації на ближніх дистанціях, а також як Морську Артилерійську Підтримку (МАП) проти берегових цілей.

### Систему управління вогнем MK 92 (СУВ)

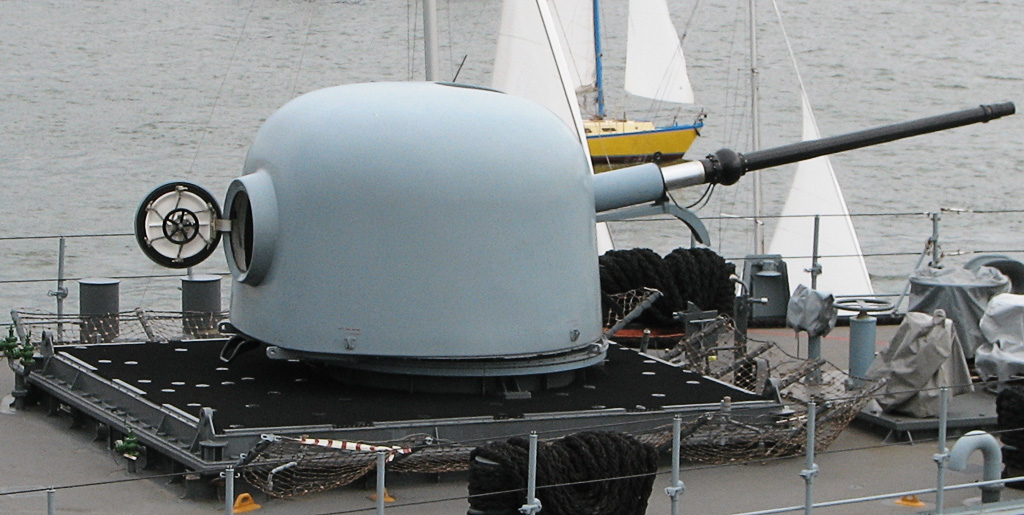
Гармата Mk 75

СУВ Mark 92 є американською версією системи WM-25 розробленої у Нідерландах, була прийнята на озброєння 1975. Вона встановлена на маленьких і простих фрегатах типу Oliver Hazard Perry для керування корабельною гарматою MK 75 і системою керованих ракет MK 13 (ракети зняті з озброєння). Система Mod 1 була встановлена на катерах на підводних крила типу Пегас (зняті з озброєння) і на середніх катерах берегової оборони, корабель може слідкувати за однією повітряною і надводною ціллю за допомогою моноімпульсного трекера або двома цілями на поверхні за допомогою. Фрегати класу FFG-7 з системою Mod 2 можуть слідкувати за додатковими повітряними або наземними цілями за допомогою Роздільного Слідкуючого Радара.

### Гармата Mk 110 57 мм
Гармата Mk 110 57 мм нова універсальна гармата, середнього калібру. Вона зроблена на базі Bofors 57 Mk 3. У порівнянні з есмінцями Другої світової війни які були оснащені 2 або 5 п'яти-дюймовими гарматами темп вогню яких становив 15 пострілів за хвилину на ствол, одноствольна гармата Mk 110 може вести вогонь залпами по 220 пострілів за хвилину, на дальності у 9 миль з мінімальною робочою силою у башті зі малою радіолокаційною помітністю. Підключена до цифрової системи керування вогнем, керується електро-гідравлічними сервоприводами які дають велику точність ведення вогню, навіть за умови сильних штормів. Поточні та запропоновані установки встановлюються на кораблі Берегової охорони США, есмінці класу Zumwalt і на нових бойових кораблях Littoral.
Для підвищення летальності та гнучкості, боєприпаси були оснащені смарт-програмованими детонаторами з шістьма режимами: контакт, затримка, таймер і 3-ма режимами дальності.

### Комп'ютерна гарматна система Mk 160
У гарматній збройній системі Mk 34 використано комп'ютеризовану гарматну систему Mk 160  (КГС) яка складається з комп'ютеризованої гарматної консолі (КГК), консолі з дисплеєм, рекордера-репродуктора, водонепроникна кабіна з сигнальним конвертером даних і мікропроцесора гарматної башти, контрольної панелі башти та спідометру.